# ستانلي فورمان
ستانلي فورمان (بالإنجليزية: Stanley Forman)‏ هو صحفي ومصور أمريكي، ولد في 10 يوليو 1945 في وينثروب ‏ في الولايات المتحدة.